# Heidi Alexander
Heidi Alexander (ur. 17 kwietnia 1975 w Swindon) – brytyjska polityczka i działaczka samorządowa, członkini Partii Pracy, od 2024 minister transportu. W latach 2010–2018 i od 2024 posłanka do Izby Gmin.

## Życiorys

### Młodość i wykształcenie
Urodziła się i wychowała w Swindon, w hrabstwie ceremonialnym Wiltshire. Jest córką elektryka i gospodyni domowej. Na Uniwersytecie w Durham ukończyła studia licencjackie z geografii (w 1996) oraz studia magisterskie z zakresu przemian miejskich i regionalnych w Europie (z wyróżnieniem, w 1999). Jako pierwsza ze swojej rodziny uzyskała wyższe wykształcenie.    

### Działalność polityczna
Do Partii Pracy wstąpiła w czasie studiów. W 1998 obyła sześciomiesięczny staż w biurze Cherie Blair (żony ówczesnego premiera), zaś od 1999 do 2005 pracowała jako asystentka  Joan Ruddock (laburzystowskiej posłanki z okręgu Lewisham Deptford). W latach 2004–2010 sprawowała mandat radnej londyńskiej gminy Lewisham (od 2006 była zastępczynią jej burmistrza). 
W 2010 po raz pierwszy została wybrana do Izby Gmin, z okręgu wyborczego Lewisham East. Uzyskiwała tam reelekcje poselskie w kolejnych wyborach, w 2015 i 2017. Wchodziła wówczas, m.in. w skład komisii parlamentarnych ds. mieszkalnictwa, społeczności i samorządów lokalnych (2010–2012) oraz ds. zdrowia i opieki społecznej. Sprawowała też funkcję whipa opozycji (od 19 marca 2013), a następnie ministra zdrowia w gabinecie cieni utworzonym przez Jeremy'ego Corbyna (od 14 września 2015). 26 czerwca 2016 (wkrótce po referendum w sprawie wystąpienia Zjednoczonego Królestwa z Unii Europejskiej) zrezygnowała z tego stanowiska, w proteście przeciwko sposobowi kierowania partią przez Corbyna i postulując jego rezygnację z funkcji lidera. Wiosną tego samego roku kierowała zwycięską kampanią wyborczą Sadiqa Khana, który kandydował na urząd burmistrza Londynu. W 2018 zrzekła się mandatu parlamentarnego, w celu objęcia stanowiska zastępcy burmistrza Londynu ds. transportu – które zajmowała do końca 2021. 
W 2024 ponownie kandydowała do Izby Gmin. Zdobyła wtedy mandat w okręgu wyborczym Swindon South, pokonując dotychczasowego posła i byłego lorda kanclerza Roberta Bucklanda z Partii Koneserwatywnej (uzyskała 48,4% głosów, wobec 26,9% oddanych na Burcklanda). 
8 lipca 2024 została powołana przez premiera Keira Starmera na urząd ministra stanu (wiceministra), w Ministerstwie Sprawiedliwości. Sprawowała tę funkcję do 28 listopada 2024, gdy zastąpiła Louise Haigh na stanowisku ministra transportu.

### Życie prywatne
Od 2011 jest zamężna z prawnikiem Martinem Ballatyne'm, z którym mieszka w Swindon.